# Communitatis Europeae Lex
Communitatis Europeae Lex (CELEX) ist eines der ältesten Rechtsinformationssysteme und ist Vorläufer von EUR-Lex.

## Inhalte
CELEX hat die folgenden Inhalte:
- Rechtsetzung (Verträge, Abgeleitetes Recht etc.)
- Rechtsprechung
- Vorbereitende Rechtsakte
- Parlamentarische Anfragen (Europäisches Parlament)

## Geschichte
1965 ist das Entstehungsjahr der Datensammlung CELEX. Im Jahr 1981 wurde sie der Öffentlichkeit zugänglich gemacht. 1992 wurde CELEX von der Europäischen Kommission an das Amt für amtliche Veröffentlichungen der Europäischen Gemeinschaften übertragen. Seit Ende 2004 werden die Einträge von CELEX nach EUR-Lex übertragen, somit wird CELEX nicht mehr aktualisiert und angeboten.
Durch die Transparenzpolitik innerhalb der Europäischen Union musste eine Lösung gefunden werden, dass die Bürger der Europäischen Union kostenlosen Zugriff auf die Dokumente der Europäischen Union haben. Im Übrigen musste CELEX benutzerfreundlicher gestaltet werden, so dass EUR-Lex entstand. Die kompletten Dokumente, die in CELEX veröffentlicht wurden, kann man nun wesentlich benutzerfreundlicher in EUR-Lex aufrufen.
CELEX enthält nicht nur Rechtsakte, sondern schließt auch ergänzende Dokumente – Rechtsetzungsvorarbeiten, Rechtsprechungsdokumente und parlamentarische Anfragen – ein, die dem umfassenden Verständnis der Vorschriften des Gemeinschaftsrechts dienen.

## Dokumentnummer
Auch in dem aktuellen Rechtsinformationssystem der Europäischen Union EUR-Lex wird die CELEX-Dokumentnummer weiter benutzt. Jedes einzelne Dokument wird eindeutig durch die sogenannte Dokumentnummer gekennzeichnet, die für alle Amtssprachen gleich ist.
Eine typische Dokumentnummer sieht beispielsweise wie folgt aus: 31999L0055
Hierbei ist 3 die Bereichsnummer, 1999 die vierstellige Jahreszahl, L der Code für den Dokumenttyp (L = Richtlinie) und 0055 die Nummer des Rechtsaktes (vierstellig, bei Verträgen dreistellig, mit führenden Nullen aufgefüllt). Die Dokumentnummer im Beispiel referenziert die Richtlinie 1999/55/EG der Kommission vom 1. Juni 1999 zur Anpassung der Richtlinie 77/536/EWG des Rates über Umsturzschutzvorrichtungen für land- und forstwirtschaftliche Zugmaschinen auf Rädern an den technischen Fortschritt.